# 太平路 (青岛)
太平路是中华人民共和国山东省青岛市市南区的一条东西向临海道路，也是全市最早建成的一批道路之一。该路东起大学路、接莱阳路，与江苏路、青岛路、安徽路、浙江路、兰山路、中山路、河南路、郯城路、西陵峡路/单县支路、西陵峡一路、西陵峡二路/朝城路交汇，西接贵州路。栈桥以东是西向东单行线。

## 概况
太平路为青岛德占时期修筑的第一批道路之一，德占时期命名为威廉皇帝海岸（德語：Kaiser-Wilhelm-Ufer，日译：〔〕，旧汉译：威廉街），1914年日本占领后改名为舞鹤滨（日语：〔〕／）。1923年改称太平路 (英語：Pacific Road)，文化大革命时期与莱阳路、文登路合称东方红路；1977年被改回太平路名称，沿用至今。另外，由于道路南滨青岛湾而俗称前海、前海沿儿。
太平路作为青岛老城中心的沿海道路，其在青岛的地位被认为可与上海外滩、香港维多利亚湾相比，路旁建筑曾经大部分为20世纪初所建欧式建筑，与海岸线一道形成了优雅的城市风景。而1990年代的火车站周边改造及市政府东迁后的旧政府办公楼出让、清拆，导致太平路的重要历史建筑被大规模拆除，新建建筑与海岸环境、历史风貌的协调程度远不及旧建筑。
- 约1901年的前海远景
- 1946年的前海远景
- 2015年的前海远景

## 周边历史建筑介绍

### 大学路-江苏路段

#### 总兵衙门与人民会堂
太平路北侧最东端的太平路9号为总兵衙门原址，建于章高元驻防青岛时期的1890年代，为登州府总兵章高元的衙门，大门面向今大学路，为一两进院落的中式建筑。德占时期为胶澳总督府等政府机构所使用，其后先后为东文书院、私立崂山中学、青岛二中分院所使用，最终于1950年代末被拆除，太平路11号东侧的两栋西式住宅建筑的其中一栋也一并拆除（东侧的另一栋则保留到了1980年代）。原址仿照北京人民大会堂的布局建设了青岛人民会堂，于1959年5月开工，1960年5月30日竣工，为青岛市重大会议及大型文艺演出重要场所之一，现为青岛市历史优秀建筑、市南区一般不可移动文物。
- 青岛市区大规模建设前的老衙门，远景
- 1900年代中期的老衙门，太平路位于左侧
- 人民会堂，2019年

#### 市立女中旧址
太平路2号现为青岛实验初级中学的校址，位于太平路南侧，大门正对大学路。校舍的历史可追溯到1923年由实业家刘子山创办的私立青岛中学，当时建有三层大教学楼一座，设计者可能是刘子山的合伙人、浙江籍业余建筑师杨浩然。1930年，青岛市立女子中学迁入。1933年，原教学楼南侧增建三层教学楼一座。1949年后改为男女合校制，并改名为青岛第二中学。1993年，原私立青岛中学教学楼被拆除，另建一座教学楼。1999年，青岛二中被拆分，高中部迁往崂山新校区并保留原校名，初中部留在老校区，改名为青岛育才中学。2000年，育才中学正式建校。2010年末，育才中学改名为青岛实验初级中学。校内老建筑现为市南区一般不可移动文物。
- 私立青岛中学
- 青岛市立女中校门，左侧为原私立青岛中学的教学楼，正对大门的为1933年建成的教学楼
- 实验初中今貌，2017年
- 实验初中太平路2号正门，2020年

#### 排污系统B号泵站旧址
太平路4号紧邻实验初中校园，该院内有建于德占时期的排污系统B号泵站。青岛最初的地下排水管道建于1903-1908年，由广包公司（F. H. Schmidt）承建。城市污水由管道输送至德占时期青岛电灯厂南侧、原址位于今广州路的A号泵站，在此以大马力水泵输送至团岛海域排出。后来由于城市面积扩张，原A号泵站不敷使用，遂在今太平路4号院内建设B号辅助泵站。该建筑自建成后一直作为泵站使用，现为青岛市排水管理处太平路泵站。
该楼为一栋规模很小的平房，外墙部分墙面砌砖装饰，屋顶覆以牛舌瓦。后来砖砌墙面被改为粉墙，白色涂漆。2014年该建筑大修，外立面并未恢复到原貌，外墙改为黄白两色，南侧又扩建出一栋平房。
- B号泵站原貌
- 1946年的太平路大学路路口，摄自市立女中教学楼，与大学路平行的沟渠为所谓的“青岛河”，照片中央可见B号泵站和老衙门，其西侧为三栋住宅楼，最西侧为太平路11号
- 准备翻修时的太平路泵站，2014年4月底
- 翻修后的太平路泵站，2015年1月

#### 太平路11号、13号
紧靠人民会堂前广场西侧的太平路11号、13号为两栋建于1930年代的住宅建筑。其中13号的设计者为德国人毕娄哈，由天太兴合记施工，1933年11月2日竣工。毕娄哈本人也可能在此居住过，但该楼当时的产权并不属于毕氏。太平路11号住宅据称抗战时期曾是商人徐行健开办的罗利贸易行，为中国共产党抗日根据地秘密输送物资。两楼后改为青岛市文化局办公楼，现为青岛市艺术研究院所使用。两楼现为市南区一般不可移动文物。
西侧的太平路15号为一处约建于1930年代的平房。
- 太平路11号老照片
- 太平路11号（右）、13号（左），2014年
- 欧人监狱旧址太平路视角，2015年

#### 欧人监狱旧址
太平路11号、13号的北侧为欧人监狱旧址，门牌号为常州路25号，在太平路亦设有大门。建于1900年，1995年监狱迁走，现为青岛监狱博物馆，为全国重点文物保护单位。

#### 太平路小学
太平路17号为太平路小学的校址，该校建于1933年，教学楼建于同年7月1日至9月。教学楼共两层。1949年后教学楼增建第三层。

#### 天后宫
太平路19号为青岛天后宫，为青岛老城区唯一一处建于青岛建置前并保存至今的建筑，始建于1497年，后来多次改建、扩建，现存建筑多为1990年代重建。现为山东省文物保护单位。

#### 坂井贞一宅第旧址
太平路23号为建于1929年的坂井贞一宅第旧址。另有说法称该楼为日侨高桥宅第。现为民居，为青岛市历史优秀建筑、市南区一般不可移动文物。
- 太平路小学老照片
- 太平路小学今貌，2019年
- 青岛天后宫，2015年
- 坂井贞一旧宅，2017年

### 江苏路-安徽路段

#### 山东矿业公司旧址
江苏路太平路路口西北角为山东矿业公司大楼旧址，门牌号属于广西路14号院，建于1901-1902年，后曾为日本驻青岛总领事馆警察署所使用。现为民居，为全国重点文物保护单位。
- 山东矿业公司原貌
- 1902年的太平路，从右至左为欧人监狱、山东矿业公司、山东铁路公司、德华银行，前海大堤断开处为叶世克总督纪念碑的施工地
- 德占时期1910年代的太平路，右侧为山东矿业公司，远处可见德华银行
- 山东矿业公司旧址现貌，2016年，右侧为江苏路南端

#### 德华银行青岛分行旧址
青岛路太平路路口东北角为德华银行青岛分行大楼旧址，门牌号属于广西路14号院，建于1899-1901年，1914年后曾先后为日本陆军青岛守备军司令部民政部下属的土木部水道事务所、日本驻青岛总领事馆所在地。现为民居，为全国重点文物保护单位。
德华银行旧址与山东矿业公司旧址之间原有一条连接太平路与广西路的道路，德占时期名为约翰·阿尔布雷希特大街（Johann-Albrecht-Straße），山东铁路公司大楼设于该路东侧。1922年以后称为九水路。现为广西路14号院的一部分。“九水路”现为李沧区一道路名。
- 约1900年的太平路，右侧为德华银行、海因里希亲王饭店等建筑，前海大堤尚未建成
- 德华银行大楼原貌
- 德占时期的太平路，德华银行与叶世克纪念碑
- 约1913年的太平路，德华银行等建筑
- 德占时期的青岛路太平路路口，右侧为德华银行，远处可见马克·齐默尔曼住宅和胶澳总督府
- 山东铁路公司（右侧）与九水路，德占时期
- 1930年代的太平路
- 德华银行旧址现貌，2019年

#### 叶世克总督纪念碑
叶世克总督纪念碑的原址位于太平路南侧前海大堤的凸出部上，正对青岛路并与胶澳总督府大楼相望。叶世克自1899年2月至1901年1月为胶澳总督，并殁于任上。后来德国侨民为其建造了该纪念碑，由总督府建筑师贝尔纳茨（Bernatz）设计，于1903年竣工。1914年日军占领青岛后该碑改为占领青岛纪念碑。1922年北洋政府收回青岛后改为接收青岛纪念碑。1939年日军将其改建为建设东亚新秩序纪念碑。1945年国民政府将该碑改建为抗战胜利纪念碑。1950年代改称中苏友好纪念碑。文革时该碑被拆除。现该位置为草地。

#### 海因里希亲王饭店
青岛路太平路路口西北角的太平路29号原址最初建于1899年的海因里希亲王饭店，为青岛第一座大型旅馆，其后方1905增建音乐厅，西侧1912年增建旅馆部（太平路31号）。饭店与音乐厅旧址于1998年被拆除。旅馆部旧址保存至今，现为栈桥王子饭店，为青岛市历史优秀建筑。

#### 克里本多夫饭店
安徽路太平路路口东北角的太平路33号原址为建于1899-1900年的克里本多夫饭店，后改为中和饭店。1914年以后与原海因里希亲王饭店一并成为青岛大饭店的一部分。1949年后成为青岛日报社大楼，1999年被拆除，新建青岛日报报业集团大楼。青岛日报报业集团现已迁址。
- 1902年的太平路，海因里希亲王饭店与克里本多夫饭店
- 建成后不久的旅馆部，约1912年
- 约1914年的太平路，中和饭店、海因里希亲王饭店旅馆部和本馆
- 约1914年的海因里希亲王饭店旧址
- 约1930年代的太平路青岛大饭店
- 2011年的青岛日报社
- 2015年的前海远景，可见泛海名人酒店、栈桥王子饭店、青岛日报社和华能大厦
- 海因里希亲王饭店2019年现貌

### 安徽路-中山路段

#### 施瑙克住宅
安徽路太平路路口西北角的太平路35号址最初为一栋大约建于1913年的住宅建筑，该建筑两层，红瓦蒙莎屋顶阁楼，檐口处起曲线山墙，外立面设计倾向于简洁。1913年地籍图显示该地块属于华人李眉孙。1920年代时该楼曾为胶澳商埠港口顾问、德籍筑港工程师弗里德里希·施瑙克（Friedrich Schnock）的住宅，该建筑因此得名。施瑙克德占时期曾参与青岛港建设，1925年受胶澳商埠督办公署邀请再次赴青，1927年2月任青岛港顾问工程师，居住于此处由政府提供的住宅，1935年回国，1937年12月在青岛处理财产事务时去世。1994年该建筑连同该地块其他老建筑一并被拆除，原址建设华能大厦。
- 约1905年的太平路，最右侧为克里本多夫饭店，由于地价偏高，饭店西侧的街区长期为空地，因此能直接看到广西路上的建筑
- 第一次日占时期1910年代的太平路，左侧为后来的市党部大楼及其东侧的住宅楼
- 1940年代的太平路，可见改为平顶的原市党部大楼，右侧可见原施瑙克住宅，左侧可见青岛市礼堂
- 施瑙克住宅近景，1946年

#### 国民党青岛市党部大楼
太平路37号华能大厦位于浙江路太平路路口东北角的部分最初为建于日本占领青岛后不久的一栋的三层建筑，该建筑最初为华人李眉孙的地产，后成为实业家刘子山的地产，刘子山一家曾在此短暂居住。约1930-1931年间国民党青岛市党部迁至此处。1932年该楼在青岛民国日报事件中被日本侨民焚毁，市党部亦迁往他处。该楼后被修复，但改为平顶，租给中央银行青岛分行使用。日军再次占领青岛后，日本驻青岛总领事馆迁至此处并在此设立兴亚院华北联络部青岛出张所。1945年日本投降后，市党部重新进驻该楼。1949年后为政府办公楼。1994年该建筑连同该地块其他老建筑一并被拆除，原址建设华能大厦。

#### 青岛栈桥与水雷营
太平路14号为青岛地标前海栈桥的门牌号。栈桥始建于章高元驻防时期，1930年代初扩建改造，新建回澜阁，成为青岛的地标性景观。现为山东省文物保护单位。
水雷营营房为栈桥建设之初的配套设施。根据李鸿章等人1894年的奏折，水雷营营房当时应当还未开始建设，其具体的建造时间尚不可知。营房紧靠栈桥的北侧入口处，具体位置在今栈桥公园及太平路、兰山路、中山路三条道路交叉口一带。水雷营的平面布局与章高元驻防时期其他清军营房同样是矩形，同时筑有夯土墙。1897年德军占领青岛后，将其称为“栈桥营”（Brückenlager），不久便拆除了营房的夯土墙和营门。1898年年末城市规划出台后，城市建设开始，水雷营营房由于位于市中心地带，大部分营房被拆除，仅剩两座四面坡顶的建筑，直至1914年仍存在，彻底拆除时间不详。
- 附有夯土墙的水雷营，现存为数不多的老照片之一
- “栈桥营”营门附近的绘画，出自1898年3月31日的《莱比锡画报（德语：Illustrirte Zeitung）》
- 德占时期的兰山路太平路路口，最近处为港务局，左侧可见栈桥营的营房，远处为兰山路两侧的建筑
- 自栈桥远眺太平路，德占时期

### 中山路-郯城路段

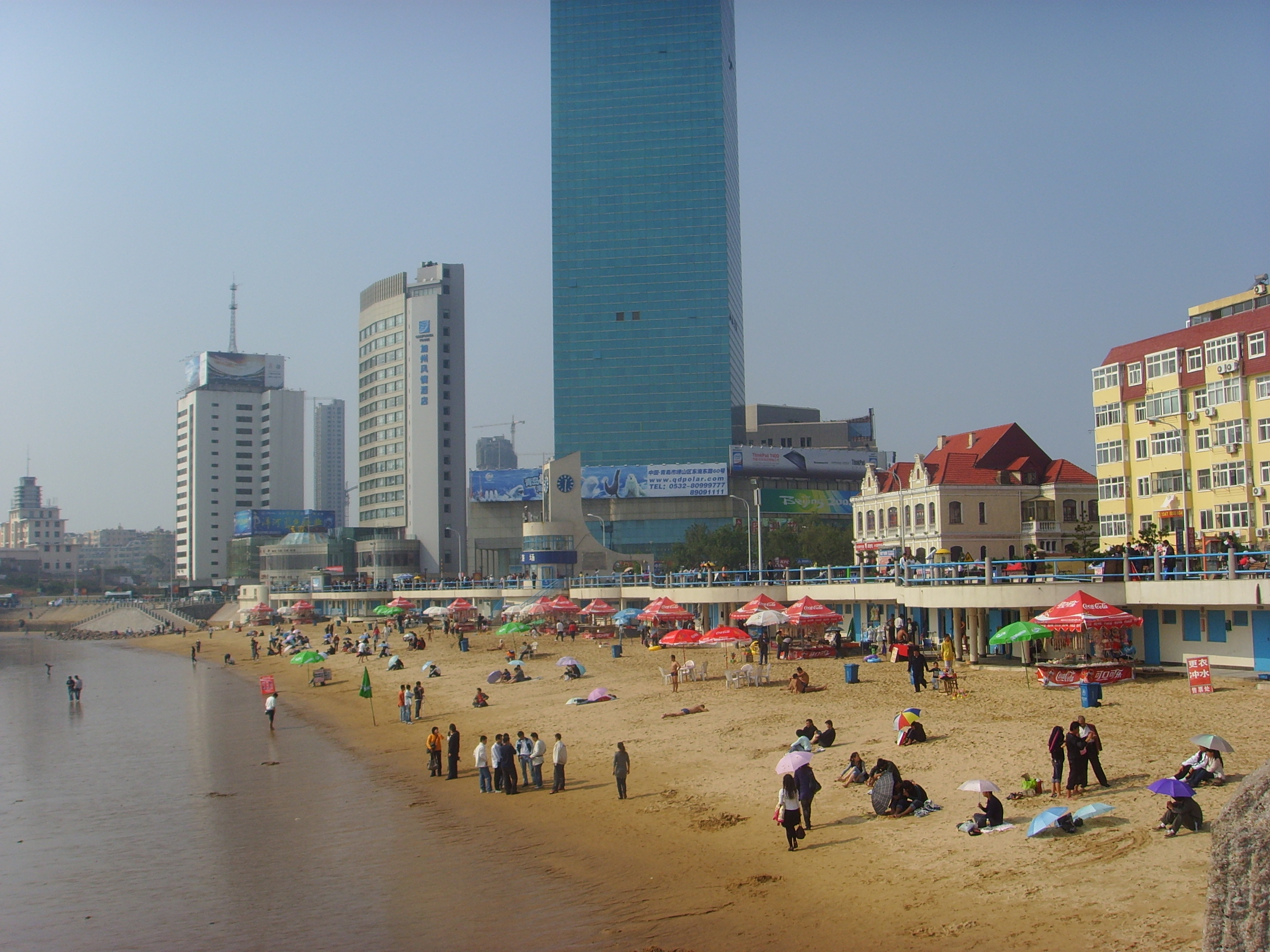
太平路西段现状，2008年，图中可见礼和洋行旧址

1898年秋青岛城市建设开始后，太平路西段与兰山路邻近当时为重要货运码头的栈桥，1901年胶济铁路通车后又成为栈桥与青岛火车站之间的交通要道。德国贸易商人、洋行以及胶海关、港务局等机构纷纷在两条道路周边建设公司商住楼及仓库，至1904年即已无可开发地块。而1904年青岛大港一号码头竣工后，栈桥不再为重要码头，该地段亦失去优势。1910年代，胶海关与各洋行陆续计划搬迁至港埠区（Hafenviertel）。该地段大部分洋行建筑亦于1950年代以后陆续拆除。

#### 胶海关验货仓库及日本海军司令部
太平路、兰山路、中山路和河南路合围的狭长地块最初为胶海关验货仓库的位置。1901年8月，由胶海关税务司阿理文亲自设计的胶海关验货仓库及其北侧的胶海关办公楼及职员公寓投入使用。验货仓库包括该地块西侧和北侧的两座建筑。
1939，日本海军拆除北侧原验货仓库楼，在此建成日本海军司令部大楼。同期建设的还有其北侧的水交社。1945年日本投降后先后改为美国海军陆战队第六师司令部、美国海军第七舰队司令部。1949年后改中共青岛市委机关办公楼。胶海关验货仓库的西侧主楼一直保存到1983年，是年被拆除建新楼。1992年市政府东迁，并卖掉了兰山路两侧的两座市委办公楼，两座同期建成的大楼（连同1980年代新建的楼房）于1993年被爆破拆除。该地块现为一处街心公园。
- 原日本海军司令部，时为美国海军陆战队第六师司令部
- 原日本海军司令部及其后侧的原水交社，1945年后
- 原日本海军司令部大楼的临中山路侧面，右侧可见原胶海关公寓，约1946年
- 建筑后侧，时为中共青岛市委办公楼

#### 哈利洋行海水泵站旧址
太平路12号栈桥公园内正对河南路的位置有一栋带有塔楼的小建筑，为建于1901年的哈利洋行海水泵站，由广包公司承建。泵站原本紧靠海边，现在已与海岸有几十米的距离。
- 哈利洋行海水泵站原貌
- 海水泵站旧址北侧
- 南侧

#### 顺和洋行青岛分行
河南路太平路路口西北角及河南路兰山路路口西南角，河南路2号老市委宿舍的东半部分最初为顺和洋行青岛分行办公楼、住宅楼及仓库的所在地。建筑群建于约1900-1901年。办公楼位于该地块东北角，临太平路为仓库。建筑群于1952年被拆除，以建设老市委宿舍。
- 1900年代初的太平路，右侧为顺和洋行的仓库等附属建筑
- 临兰山路的顺和洋行办公楼
- 顺和洋行、禅臣洋行原址，2018年6月

#### 禅臣洋行青岛分行早期办公楼
太平路39号及老市委宿舍的西半部分位置最初为禅臣洋行青岛分行的早期建筑群，建于1900年，地块北邻兰山路。主楼最初为一栋两层建筑，二楼临街部分为木制敞廊。约1900年代中期，主楼改造，改造后建筑两层，坡屋顶阁楼，正立面三段式划分，对称布局，中段为拱廊。禅臣洋行后来将该地块卖给顺和洋行，并从英商汇丰银行贷款，于1913年在皇帝街（Kaiser Straße，今馆陶路）建设新的办公楼，即为今天的馆陶路5号老楼。原禅臣洋行建筑群可能于1980年代拆除。现址为一住宅楼。
- 约1900年的太平路西段，左侧近处从左至右分别为正在建设的礼和洋行、禅臣洋行早期建筑和顺和洋行的一栋早期建筑
- 从右至左为禅臣洋行早期建筑、礼和洋行、今郯城路东侧位置的楼房、立中洋行及捷成洋行
- 禅臣洋行早期建筑，1900年代中期改造后
- 1930年代自黑澜拍摄的太平路西段，亭子上方为原禅臣洋行大楼，其左侧为原礼和洋行，最左侧为原立中洋行

#### 礼和洋行青岛分行旧址
太平路41-43号为礼和洋行青岛分行办公楼旧址，约建于1900年，为兰山路及太平路西段一带存留的最后一栋洋行建筑。该地块原本还包含其他附属建筑。现为商业楼，为青岛市历史优秀建筑、市南区一般不可移动文物。
礼和洋行旧址西侧面临郯城路的位置原有一约建于1901年的建筑，最初为耀记洋行（Cheap Jack & Söhne），19061907年迁至中山路胶州路东北角。1913年地籍图显示其为华人Liang tsching schan的地产。该建筑可能1950年代即已不存在，原址现为一片草地。
- 礼和洋行旧址原貌
- 礼和洋行旧址南立面
- 西南面
- 德占时期的太平路西段街景，最左侧深色墙面建筑1913年为圣言会财产，右侧浅色墙面、三角山墙建筑1913年登记在吉佩里希名下，右侧为捷成洋行早期建筑

### 郯城路-单县支路段

#### 立中洋行
郯城路太平路路口西北角的太平路51号的位置最初为约建于1899年的立中洋行（E.Kroebel & Co.）行址，该洋行为德国人恩斯特·克勒伯尔（Ernst Kroebel）与J.G.瓦尔特（Joh. Georg Walther）合伙创办。1913年地籍图显示该地块属于瓦尔特，而相同时代的行名书也显示立中洋行的西文名称已改为J.G.瓦尔特的名字。该建筑群所在地块是一片紧贴太平路的狭长地块，紧靠郯城路的主楼至1980至90年代尚存。原址现为山东国际贸易大厦。

#### 捷成洋行青岛分行早期办公楼
原立中洋行西侧的地块自1899年至1914年一直属于捷成洋行青岛分行，地块上的建筑群始建于约1899年，主楼为一两层建筑，主楼东西两侧各有一仓库，为广包公司所承建。1911年至1912年，捷成洋行委托广包公司在今馆陶路上海路路口西南角的位置建设了一栋新的办公楼，大约同时，前海主楼的西侧仓库临街处改建为两层蒙莎屋顶楼房。原洋行主楼第一次日占时期曾为青岛幼稚园，后来紧靠原洋行主楼和两层蒙莎屋顶楼房之间建有一座平房，该平房于1945年之后成为美国海军的俱乐部。建筑群1980至90年代尚存，后建有一60米高的酒店大楼，但于2020年拆除。而馆陶路上的办公楼保存至今，门牌号为上海路58号。
- 约1899-1900年的太平路西段，近处为捷成洋行办公楼及仓库，远处可见立中洋行和禅臣洋行
- 1910年代的太平路西段
- 美国海军俱乐部，右侧为原捷成洋行办公楼

该地块的西侧，今海润自来水公司一带，在德占时期被分为三个地块，分别有多栋建筑。1913年地籍图显示靠东侧的两个地块属于一名为吉佩里希（Gipperich）的侨民，地块上有一座二层浅色墙面、带有三角山墙的建筑。西侧的地块当时则属于天主教圣言会，地块上有一座平面长条状、深色墙面的建筑。现均已不存在。

### 单县支路-朝城路段
该路段的太平路61号、63号、65号、67号、69号、71号及75号均为旧式单体住宅建筑，其中65号、67号及69号大约建于1913年，71号大约建于1914年。1913年地籍图显示太平路65号属于原津浦铁路总办李德顺，73号属于德华大学讲师赫尔曼·桑德尔（Hermann Sander），75号为清末人物刘锦藻1912年建造的静寄庐别墅。这些建筑在1990年八大峡填海工程前都是临海的住宅建筑。现均为民居，个别建筑内有商户营业。太平路61号、63号现为市南区一般不可移动文物。
- 约1913年的太平路西段，近处为今太平路65号、67号
- 2016年的太平路西段住宅区
- 太平路61号
- 太平路63号